# Edificio de la Escuela Normal de Pontevedra
El edificio de la antigua Escuela Normal de Pontevedra y Escuela de Artes y Oficios, en la ciudad española de Pontevedra es un edificio ecléctico de finales del siglo XIX que fue sede de la escuela de magisterio de esta ciudad gallega. Está situado en la Gran Vía de Montero Ríos, entre la Alameda de Pontevedra y el Parque de las Palmeras.

## Historia
En el siglo XIX y principios del XX, la Escuela Normal femenina se ubicaba en Pontevedra en el pazo barroco de García Flórez (hoy propiedad del Museo de Pontevedra) y la Escuela Normal masculina en el Pazo de Mugartegui, o pazo de los Condes de Fefiñáns.
En la década de 1880, el Ayuntamiento de Pontevedra adquirió la propiedad de la familia Munaiz situada en la Gran Vía, un solar edificable en una avenida que había sido trazada diez años antes. Se decidió construir un nuevo edificio para una escuela de artes y oficios que albergó de modo provisional el instituto de enseñanza secundaria provincial de 1902 a 1927 y en 1964.
En 1895 se puso en marcha el proyecto de construcción de la Escuela de Artes y Oficios. Las obras se encargaron al arquitecto del Ministerio de Fomento Arturo Calvo Tomelén, que había diseñado edificios como el Palacio de Joaquín Sánchez de Toca Calvo (actual Embajada de Brasil en Madrid). En noviembre de 1895 Arturo Calvo finalizó su proyecto. Las obras se adjudicaron el 1 de mayo de 1896 al constructor madrileño García Dios. El edificio se construyó frente al Palacio de la Diputación de Pontevedra que había sido inaugurado en 1890. El edificio se terminó e inauguró en 1901.
El coste total de la obra superó las 260.000 pesetas. En 1902 el edificio fue destinado a Instituto Provincial de Pontevedra, para poner fin a los numerosos gastos ocasionados por las reparaciones del antiguo Colegio de los Jesuitas. Desde 1930 el edificio albergó las dos escuelas normales, la Escuela Normal de Maestros (que se había ubicado temporalmente en 1918 en el edificio del Gobierno Militar) en la parte posterior y la Escuela Normal de Maestras en la parte delantera. Durante los años de la Guerra Civil y los primeros años de represión franquista funcionó como cárcel. Con el paso de los años, su función fue cambiando y se convirtió temporalmente en el instituto femenino de la ciudad a finales de los años sesenta. A partir de 1977 fue sede de la delegación provincial de educación.
Con el traslado de la Delegación Provincial de Educación a Campolongo en 2008 al nuevo edificio de torres gemelas de la Xunta de Galicia, el edificio perdió su función como Delegación Provincial de Educación y fue cedido a la Diputación de Pontevedra, que lo rehabilitó interiormente. Fue inaugurado como edificio administrativo de la Diputación de Pontevedra el 11 de febrero de 2011.

## Descripción
Se trata de un gran edificio de estilo ecléctico, de planta cuadrada y con tres pisos y semisótano. Inicialmente el edificio tenía dos plantas y un retranqueo que más tarde se convirtió en una tercera planta completa. Antes de la construcción de todo el espacio de la tercera planta, la fachada frontal estaba coronada en el centro por un frontón circular de piedra con el escudo de España.
La fachada presenta el tradicional esquema bicolor de ladrillos finos rojizos y rosáceos y granito, incluidos los detalles decorativos de piedra alrededor de las ventanas y las pilastras,  y está rodeada por un zócalo de granito. Los ladrillos cara vista, muy de moda a finales del siglo XIX y principios del XX en las fachadas, proceden de la antigua fábrica de ladrillos de La Barca, muy cerca de A Caeira. También se encuentran en la fachada de la plaza de toros de Pontevedra y se encontraban en la fachada de la mansión del Marqués de Riestra.
El edificio tiene la peculiaridad de que todas las ventanas de las cuatro fachadas están trigeminadas, excepto las ventanas de los cuerpos centrales de las fachadas delantera y trasera. En el primer piso del cuerpo central de la fachada trasera hay un balcón con decoración geométrica con cuatro estrellas de ocho puntas en lugar de balaustradas, y en la fachada delantera hay un balcón con cinco motivos florales. Todas las ventanas del primer piso están coronadas con decoración geométrica en el centro de los dinteles. La puerta balconera del primer piso de la fachada delantera está flanqueada por pilastras jónicas y coronada por un escudo de España en piedra, que marca su función institucional.
El interior del edificio fue sucesivamente remodelado para adaptar las instalaciones a diferentes usos, en un principio educativos y posteriormente administrativos.

## Galería de imágenes

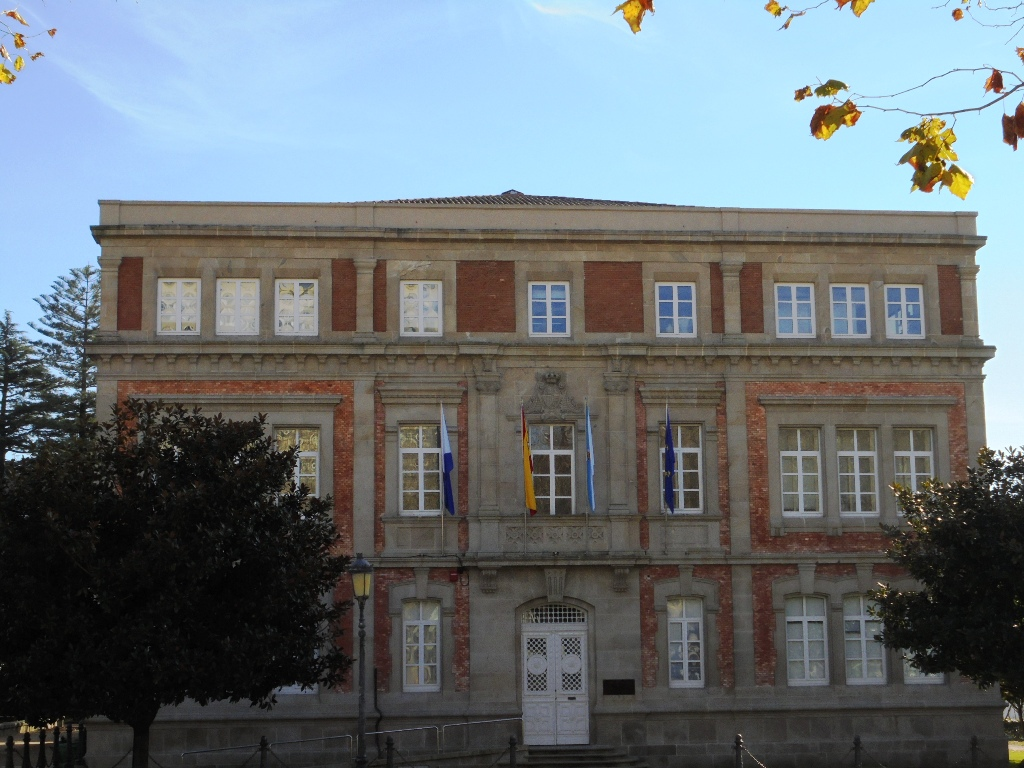
Fachada principal
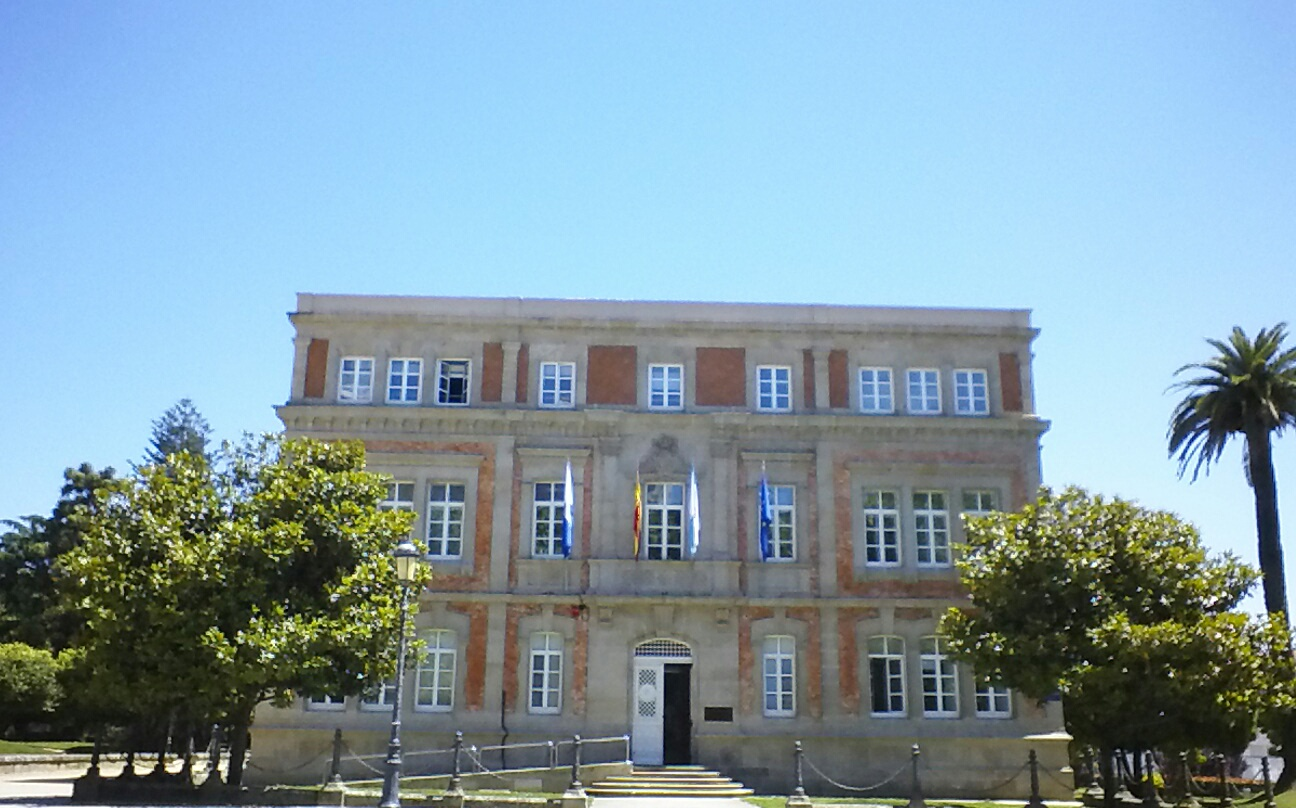
Fachada de entrada
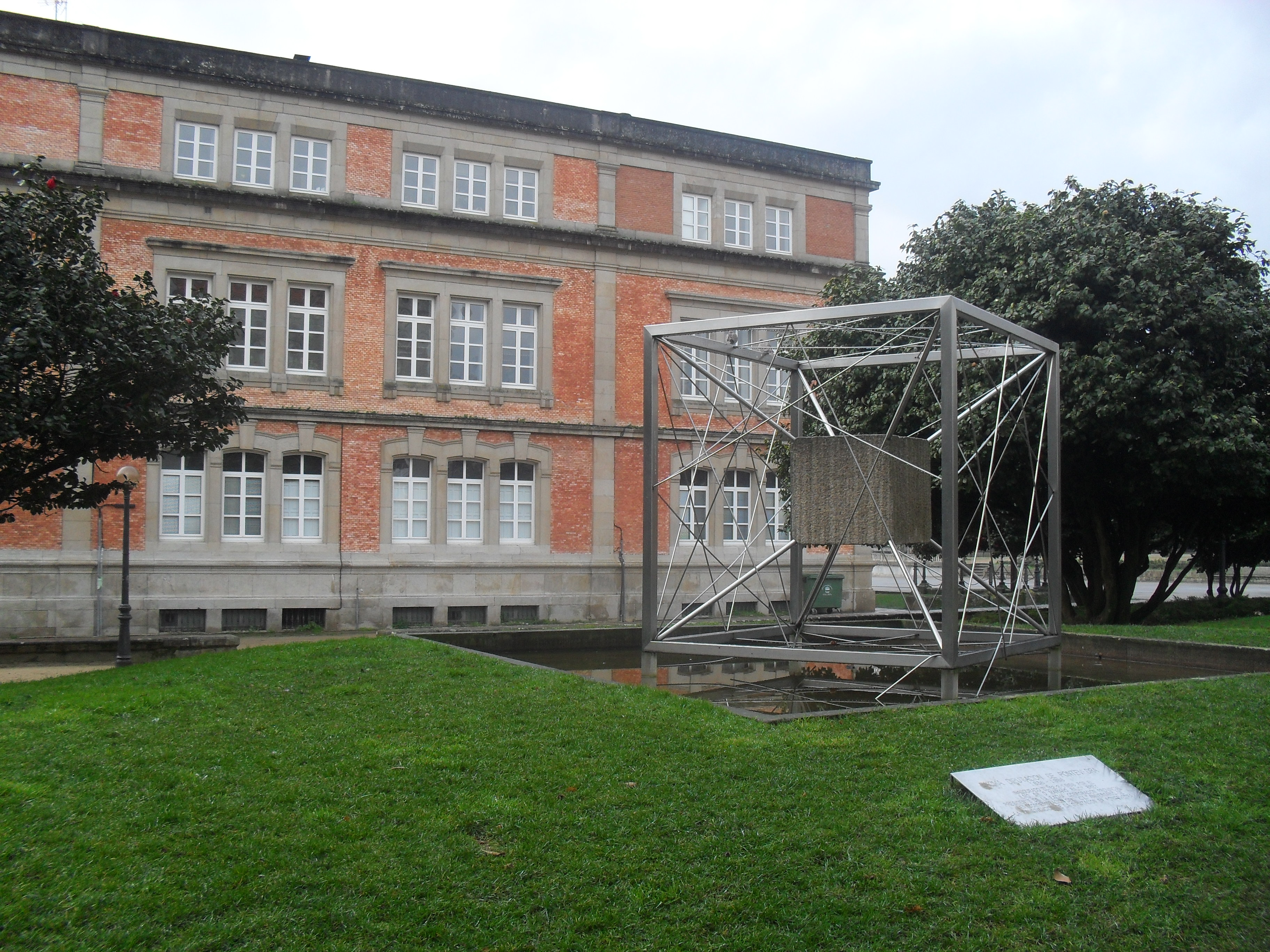
Fachada lateral este
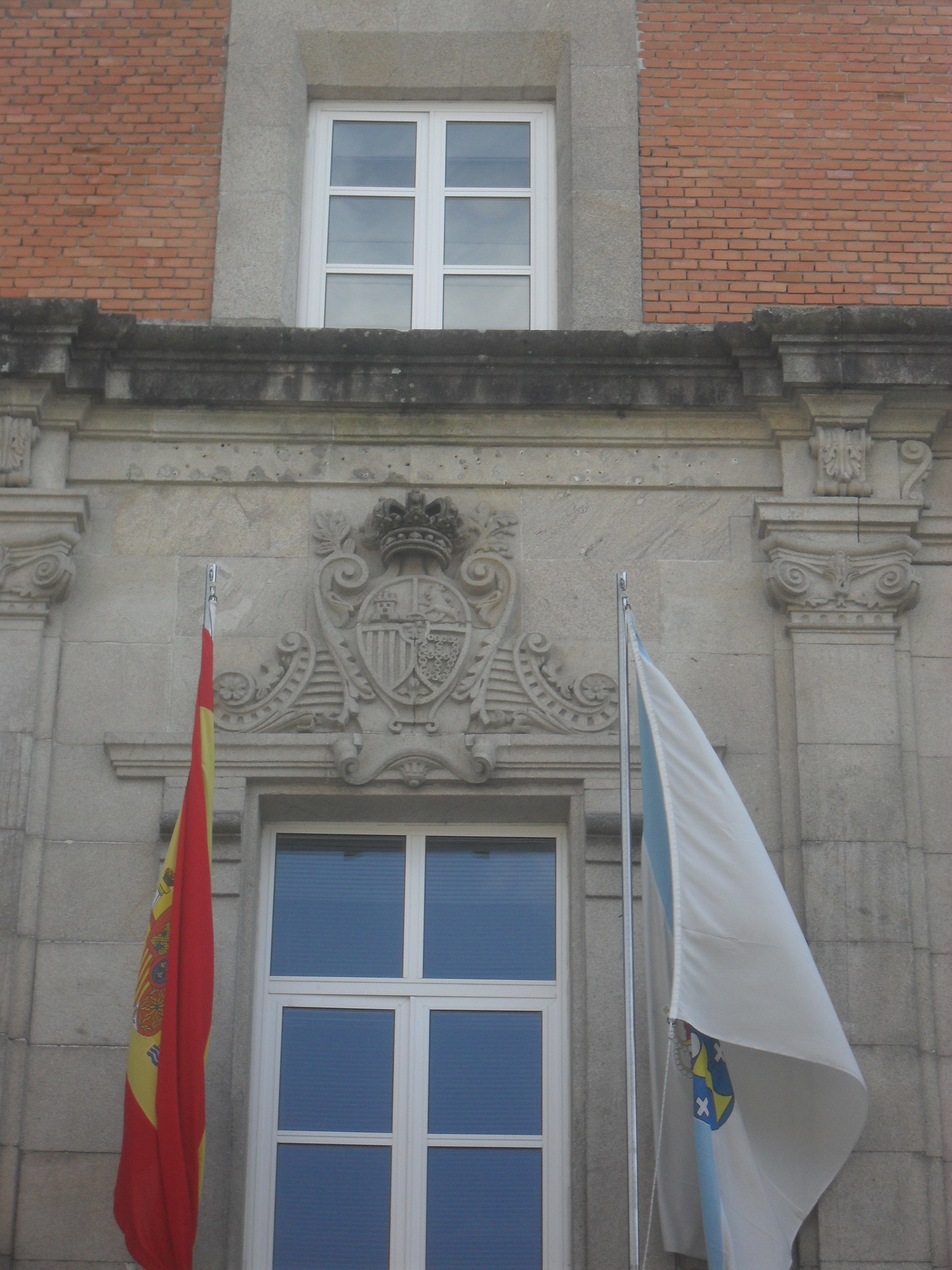
Escudo de armas
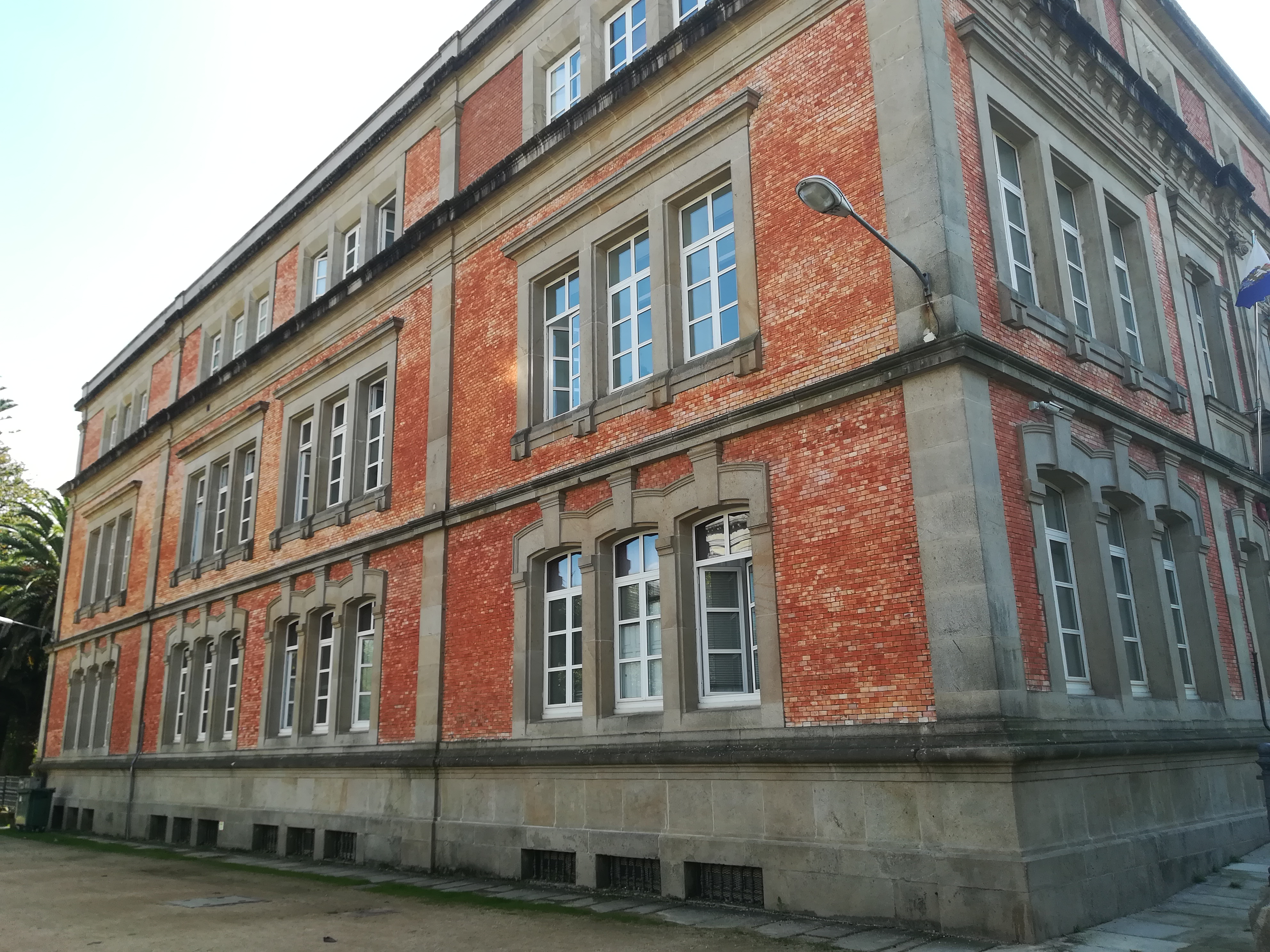
Fachada este
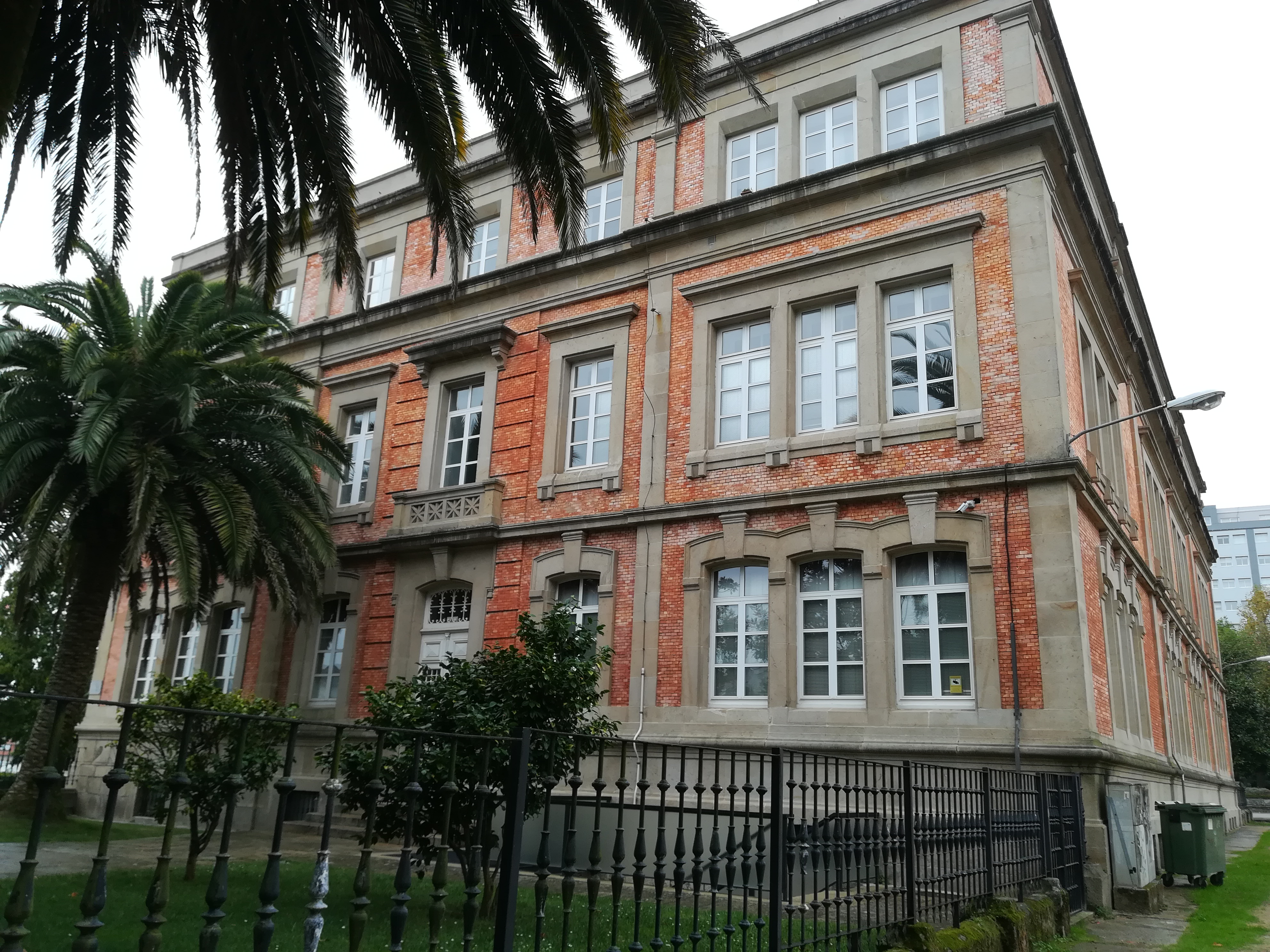
Fachada trasera
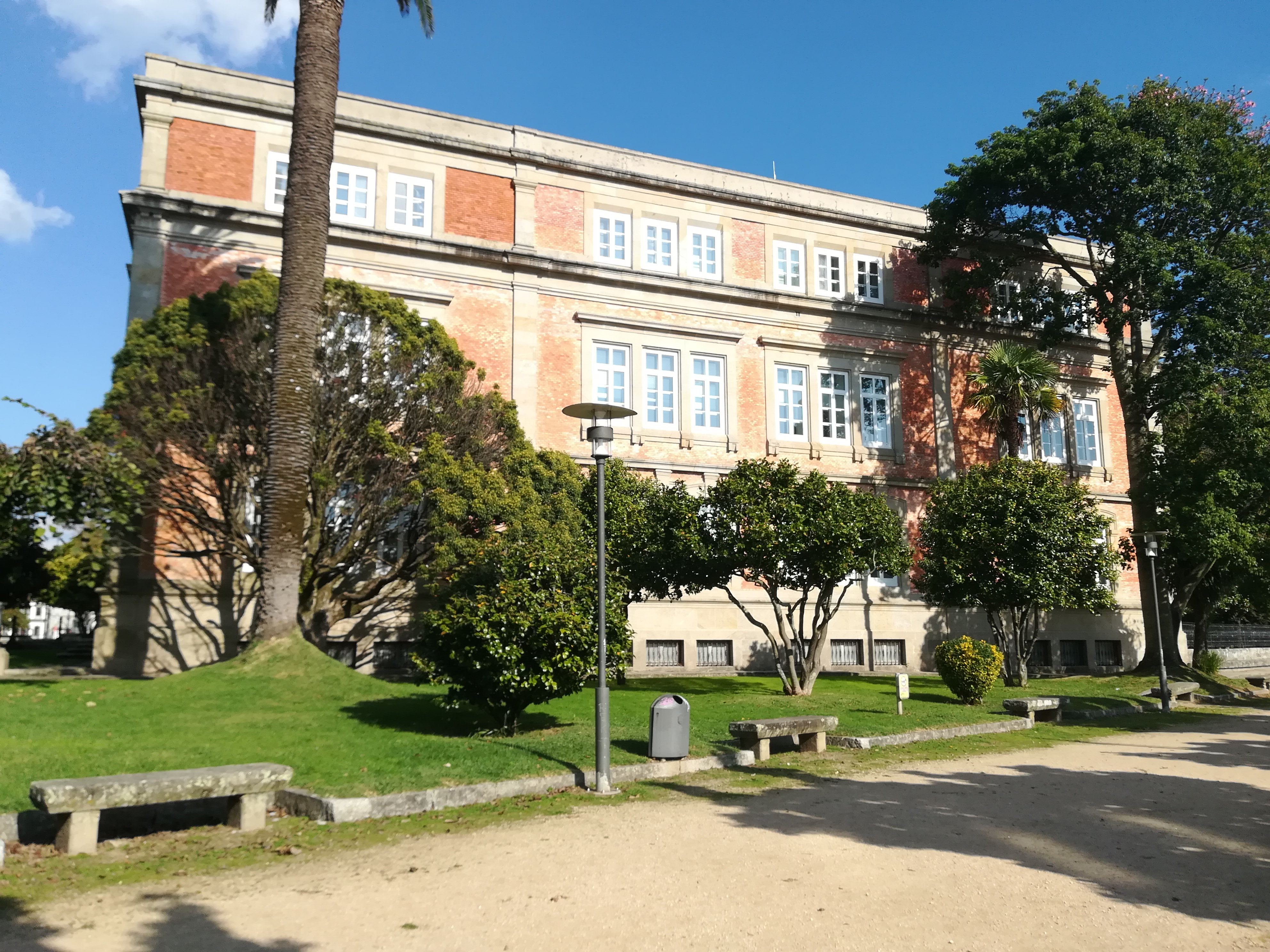
Fachada oeste
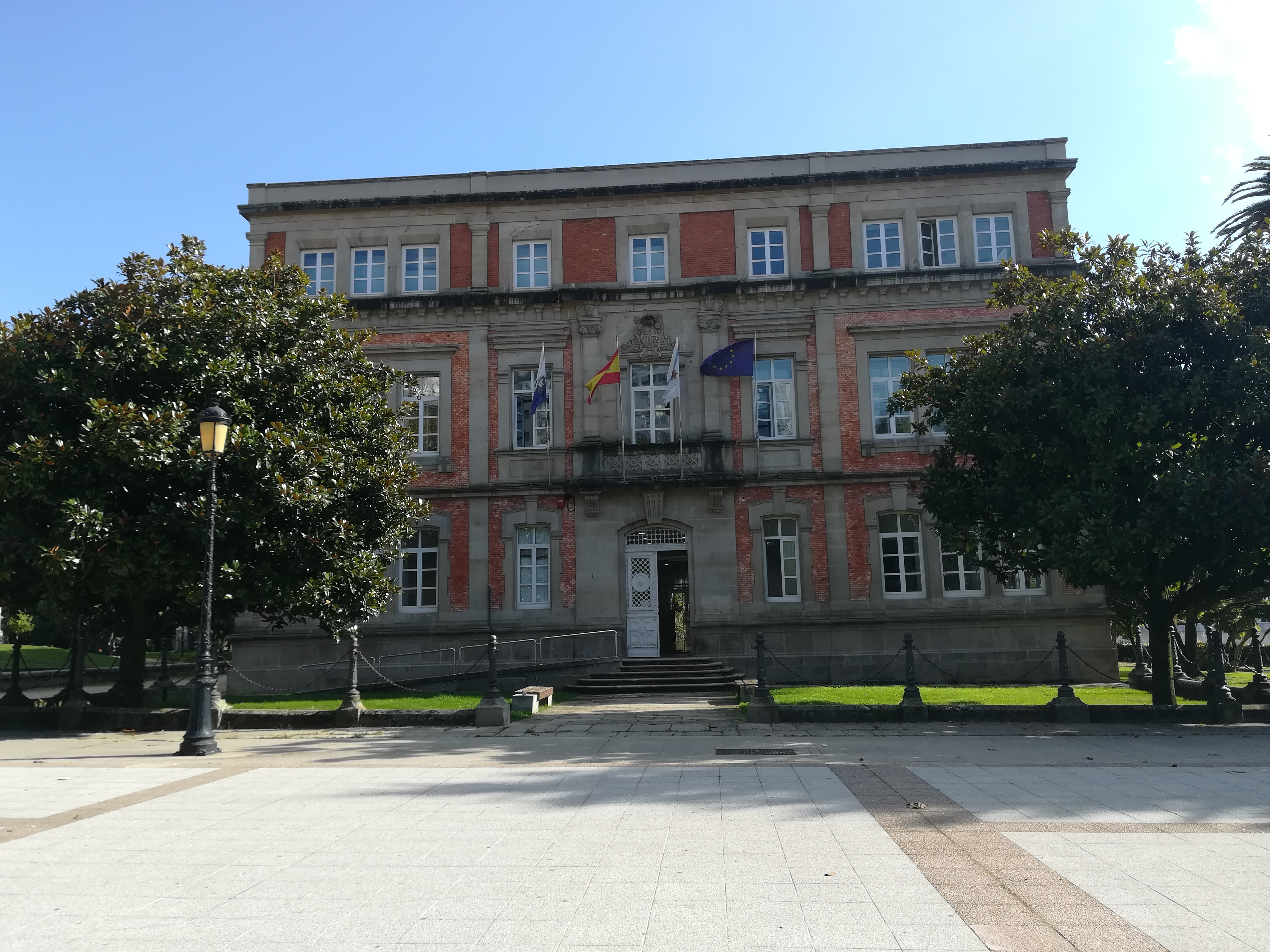
Fachada principal
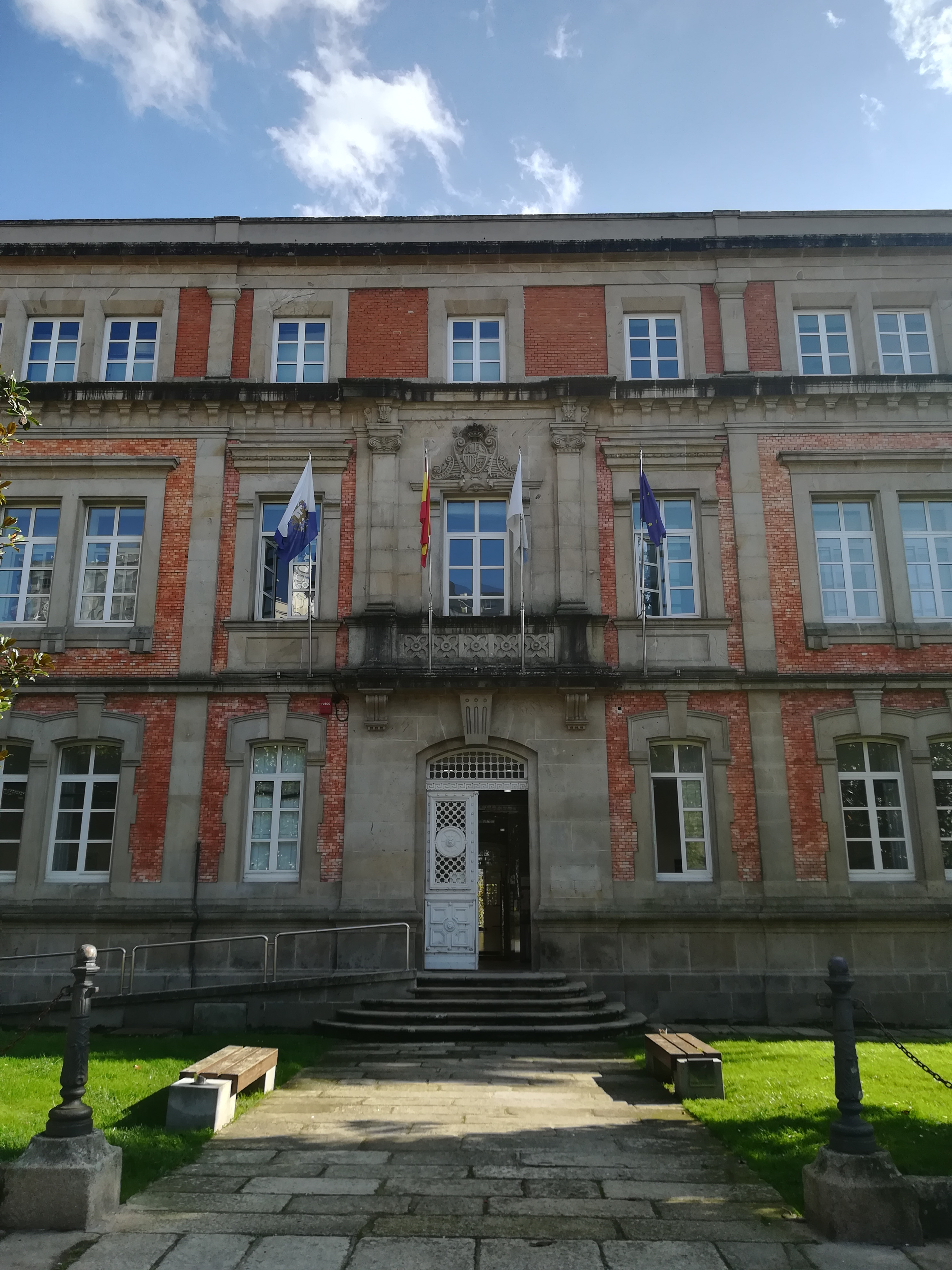
Entrada
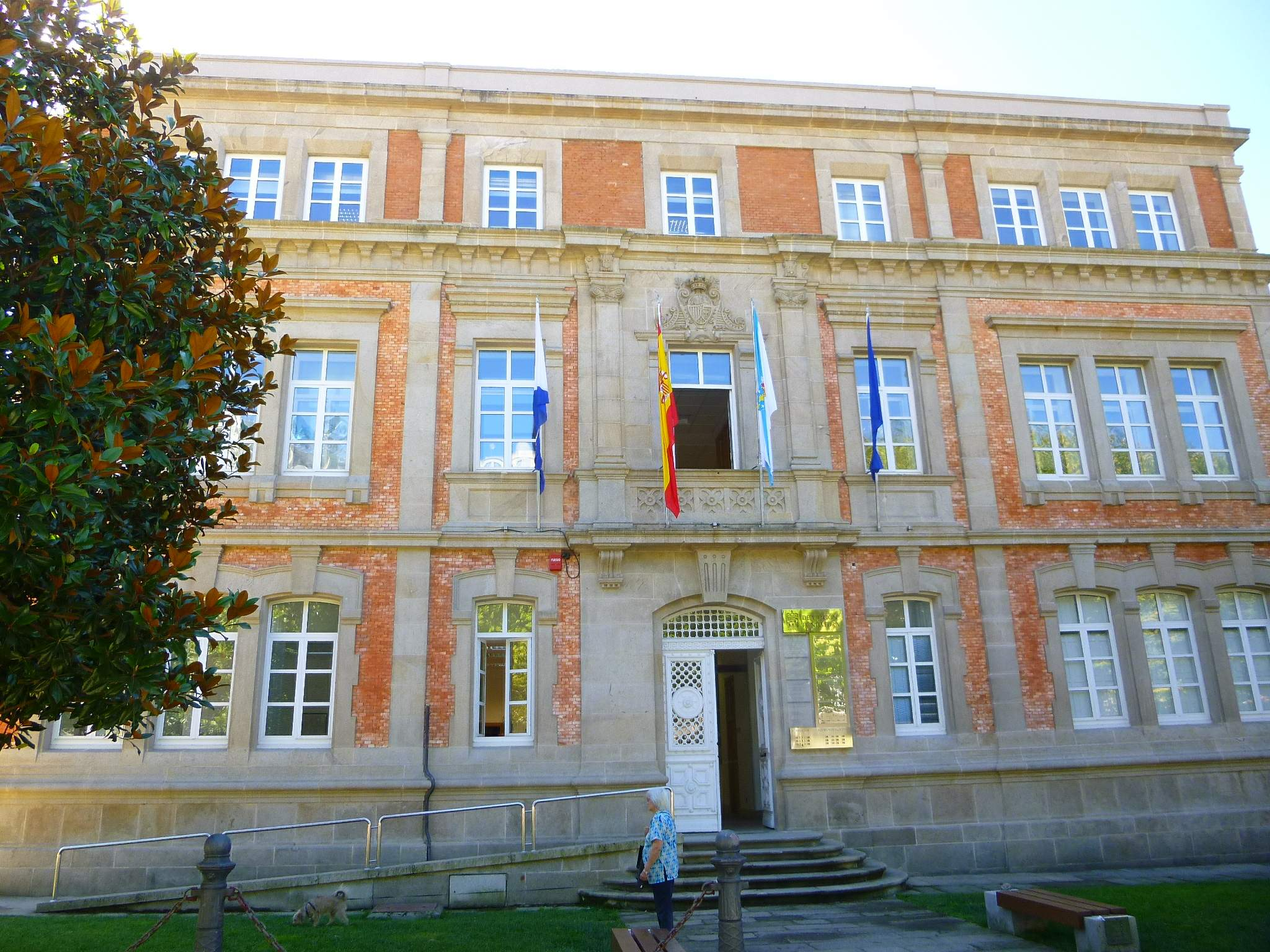
Fachada
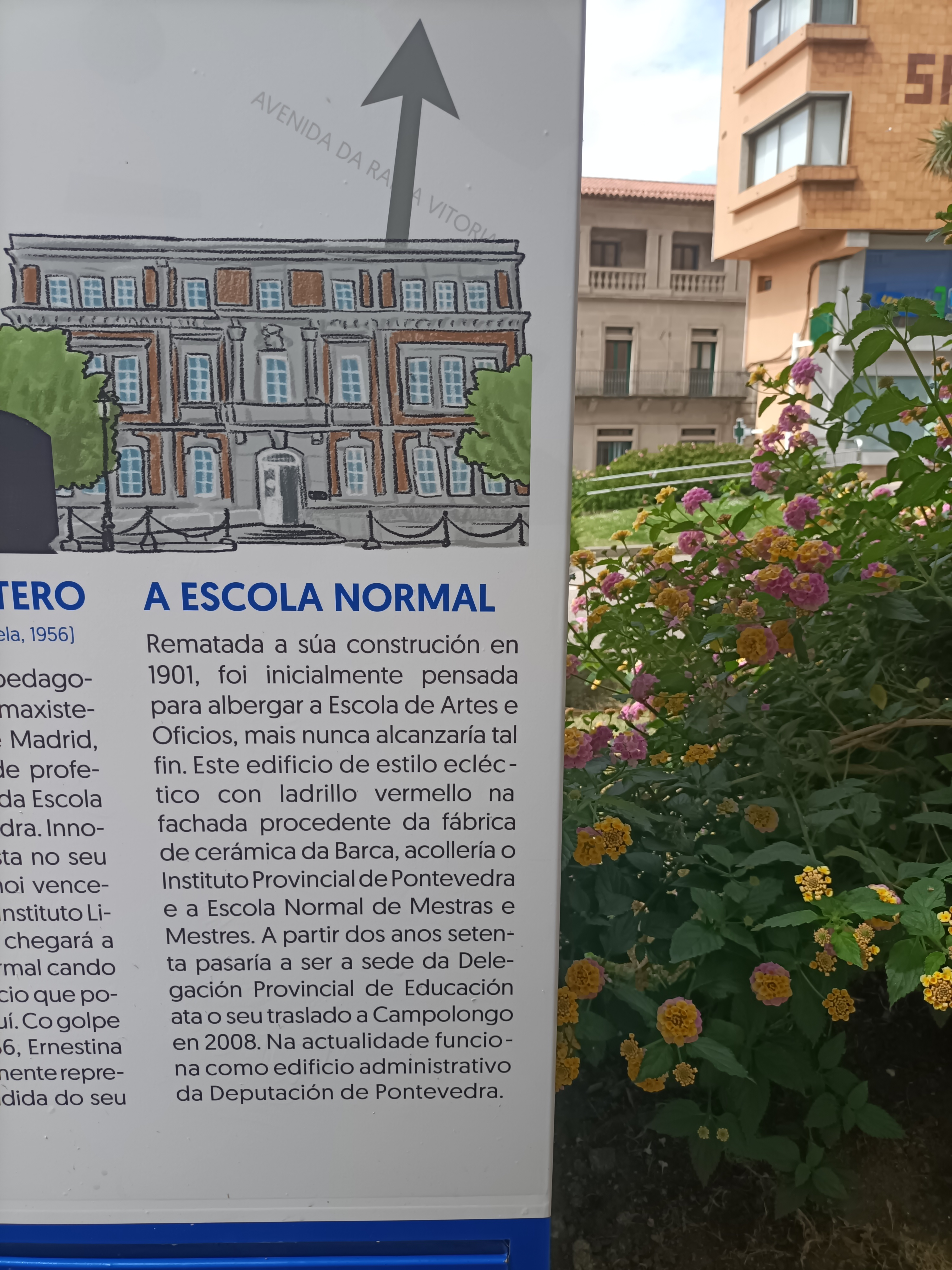
Panel informativo de la antigua Escuela Normal